# 2.0 (98 Degrees)
2.0 è il quarto album in studio del gruppo pop statunitense 98 Degrees, pubblicato nel 2013.
Si tratta del primo album in studio dal 2000, anno in cui è uscito Revelation.

## Tracce
1. Microphone – 3:16
2. Girls Night Out – 3:41
3. Lonely – 3:27
4. Can't Get Enough – 3:53
5. Impossible Things – 3:42
6. Hush, Hush – 3:42
7. No Part of You – 3:44
8. Agree on Goodbye – 2:55
9. Let Go of My Heart – 4:05
10. Ayo – 3:17
11. Take the Long Way Home – 3:56
12. Because of You (acoustic) – 3:19 – (bonus track)
13. Invisible Man (acoustic) – 3:21 – (bonus track)